# Pino Pisicchio
Giuseppe Pisicchio, dit Pino Pisicchio (né le 23 mai 1954 à Corato) est un universitaire, un journaliste et un homme politique italien.

## Biographie
Diplômé en droit, Pino Pisicchio a travaillé comme professeur d'université, chercheur en science politique et journaliste professionnel. Adhérent du Centre démocrate, il est réélu député lors des élections générales italiennes de 2013 et devient le président du groupe mixte.
Il a fait partie des partis suivants avant le CD (fin 2012) :
- Alleanza per l'Italia (à partir de 2009)
- DC (jusqu'en 1994)
- RI (1997-2002)
- La Margherita (2002-2007)
- UDEUR (?-2006),
- IDV (2006-2009).